# Aldehuela del Codonal
Aldehuela del Codonal ist ein Ort und eine Gemeinde (municipio) mit 24 Einwohnern (Stand: 2024) in der zentralspanischen Provinz Segovia in der Autonomen Region Kastilien-León. 

## Lage und Klima
Aldehuela del Codonal liegt in der kastilischen Meseta in ca. 860 m Höhe ungefähr 42 Kilometer (Fahrtstrecke) nordwestlich der Provinzhauptstadt Segovia. Das Klima ist gemäßigt bis warm; Regen (483 mm/Jahr) fällt mit Ausnahme der trockenen Sommermonate übers Jahr verteilt.

## Bevölkerungsentwicklung
| Jahr      | 1970 | 1981 | 1991 | 2001 | 2011 | 2021 |
| Einwohner | 125  | 81   | 70   | 50   | 34   | 26   |

## Sehenswürdigkeiten

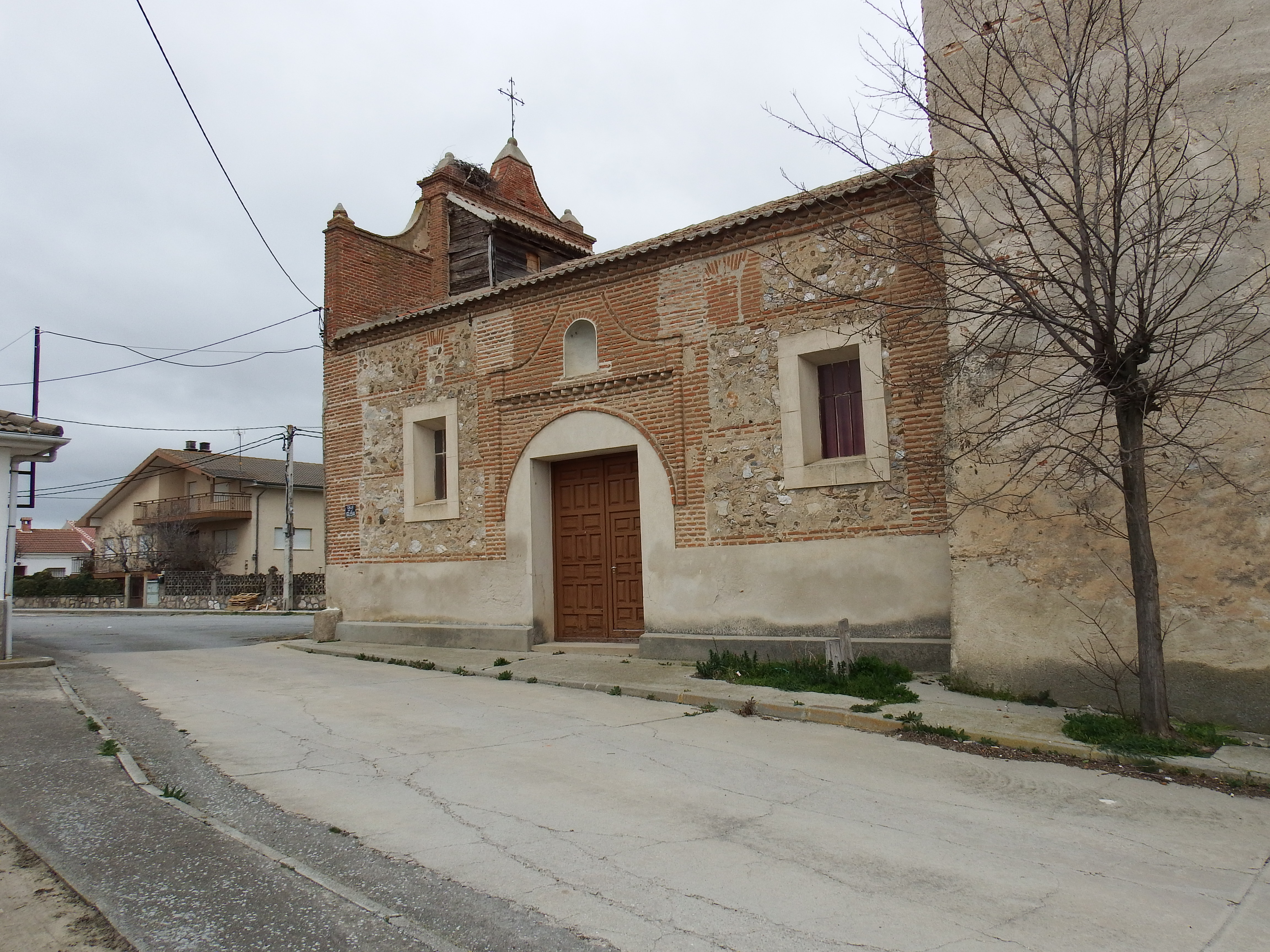
Michaeliskirche
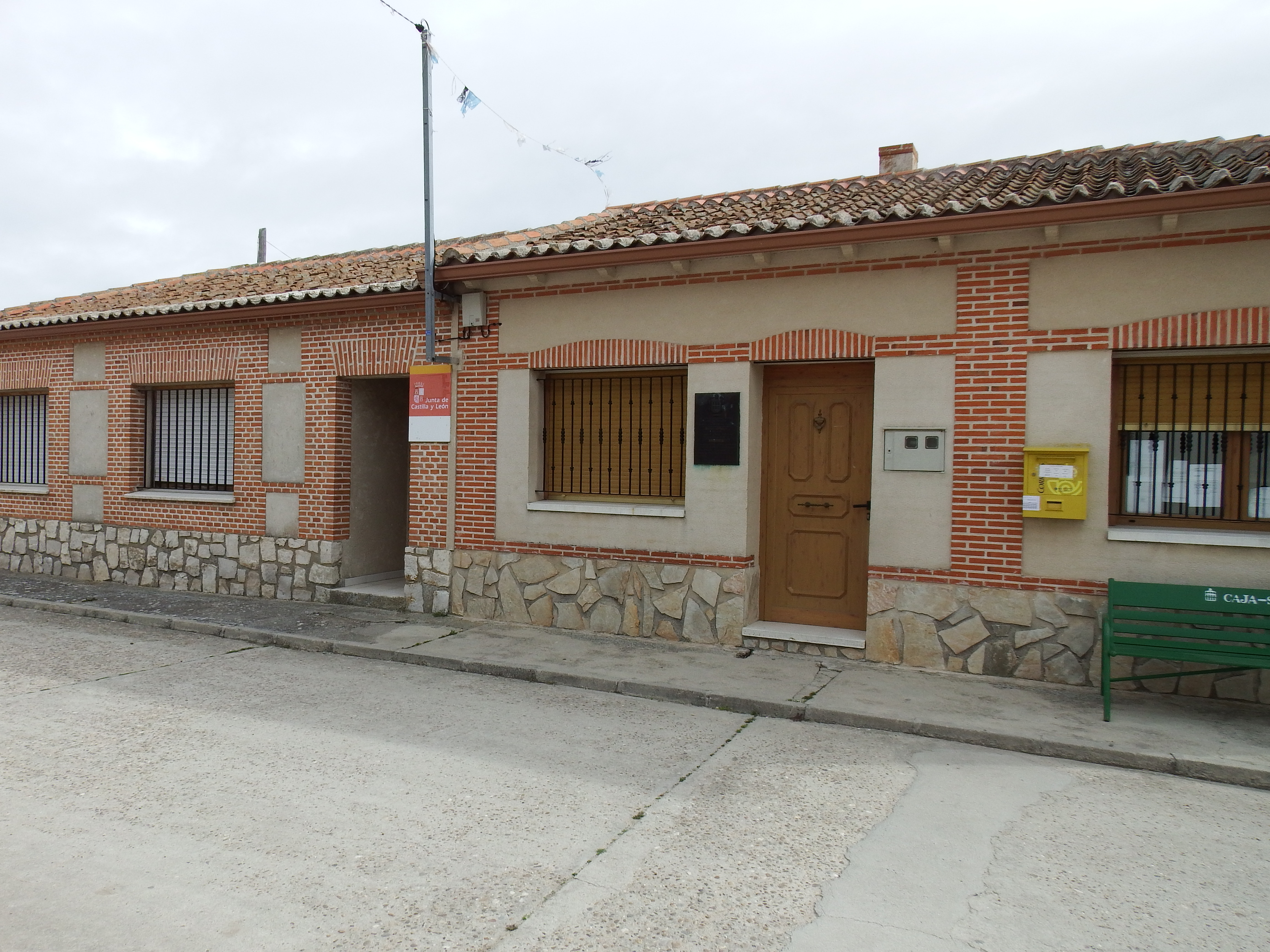
Rathaus

- Michaeliskirche
- Rathaus